# Grigorij Kajdanov
Grigorij Zinověvič Kajdanov (rusky Григорий Зиновьевич Кайда́нов; Grigorij Zinověvič Kajdanov; * 11. října 1959) je americký šachový velmistr, který byl v roce 2013 uveden do šachové síně slávy Šachové federace Spojených států. Jeho nejvyšší Elo dosáhlo hodnoty 2646, a to v říjnu 2002.

## Život a šachová kariéra
Kajdanov se narodil v Berdyčivu v ukrajinské SSR, v roce 1960 se pak s rodiči přestěhoval do Kaliningradu v ruském SFSR. Šachy se naučil hrát od svého otce ve věku 6 let.
Jeho prvním velkým šachovým úspěchem bylo vítězství v turnaji chlapců z Ruska do 14 let. V roce 1987 v Moskvě porazil budoucího mistra světa Višvanáthana Ánanda. Téhož roku získal titul IM a následující rok titul GM.
V roce 1992 vyhrál turnaje US Open a World Open. Účastnil se celkem třikrát týmového mistrovství světa. V roce 1993 na tomto turnaji se svým týmem vyhrál a on sám získal stříbrnou medaili v individuální kategorii. Později ještě na tomto turnaji s americkým týmem získal v roce 1997 stříbrnou medaili, přičemž on sám skončil v individuální kategorii na prvním místě.
V roce 1998 získal s americkým týmem na šachové olympiádě stříbrnou medaili, v roce 1996 bronzovou medaili a v roce 2006 další bronzovou medaili. Kajdanov sám pak na šachové olympiádě v roce 2004 získal stříbrnou medaili v kategorii jednotlivců. Mezi jeho velké úspěchy patří například 1. místo na Aeroflot Open (2002) či 1. místo na turnaji v Gausdalu.
Grigorij Kajdanov je hlavním trenérem šachové školy Spojených států a vyučuje i na velmistrovské úrovni. V roce 2009 získal nejvyšší trenérský titul FIDE Senior Trainer. Trénoval například americký ženský šachový tým, který na šachové olympiádě v roce 2008 skončil třetí.
Kajdanov žije od roku 1991 v Lexingtonu v Kentucky. Vyučuje zde šachový tým na místní škole. Je ženatý s Valerií Kajdanovovou a společně mají tři děti: Anastasii (*1983), Borise (*1986) a Sonju (*1994).